# Bezirksgemeinde Salaspils
Die Bezirksgemeinde Salaspils (Salaspils novads) – wie alle Novadi Lettlands in rechtlichem Sinne eine Gemeinde – liegt südöstlich von Riga.

## Geografie
Das Gebiet der Bezirksgemeinde beträgt 123 km². 15,8 % des gesamten Territoriums nimmt das Staubecken des Rigaer Wasserkraftwerks ein, 30 % werden durch Wald und 32,5 % durch landwirtschaftliche Nutzfläche gebildet. Seit 2004 bilden Stadt und Landgemeinde die Bezirksgemeinde Salaspils mit 23.451 Einwohnern (2023).